# Stadt- und Herrschaftsgericht Oettingen
Das Stadt- und Herrschaftsgericht Oettingen war ein Herrschaftsgericht der Fürsten zu Oettingen-Spielberg in Oettingen, das von 1823 bis 1848 bestand. Bis 1837 gehörte es zum Rezatkreis, ab 1838 gehörte es zu Schwaben und Neuburg. Das Gericht war im Alten Schloss untergebracht.

## Lage
Das Stadt- und Herrschaftsgericht grenzte im Süden an das Herrschaftsgericht Wallerstein, im Osten an das Landgericht Heidenheim und das Landgericht Wemding, im Norden an das Landgericht Wassertrüdingen und im Nordwesten an das Herrschaftsgericht Mönchsroth.

## Geschichte
Das Stadtuntergericht Oettingen bestand aus einem Steuerdistrikt, der vom Rentamt Oettingen verwaltet wurde: 
- Oettingen mit Bettendorf, Fürfällmühle, Nittingen, Seehof und Siegenhofen.[2]

1818 gab es die Munizipalgemeinde Oettingen und eine Ruralgemeinde im Stadtuntergericht Oettingen:
- Oettingen mit Fürfällmühle und Siegenhofen
- Nittingen mit Bettendorf und Seehof

1818 gab es im Stadtuntergericht Oettingen 3693 Einwohner, die sich auf 641 Familien verteilten und in 622 Anwesen wohnten.
1823 wurde das Stadt- und Herrschaftsgericht Oettingen aus den Herrschaftsgerichten Oettingen diesseits der Wörnitz (ohne Aufkirchen) und Oettingen jenseits der Wörnitz und dem Stadtuntergericht Oettingen gebildet. Es setzte sich aus 1 Munizipalgemeinde und 20 Ruralgemeinden zusammen. 1839 hatte das Stadt- und Herrschaftsgericht Oettingen 11678 Einwohner mit 2566 Familien und 1906 Anwesen.
1848 wurde es in eine Gerichts- und Polizeibehörde umgewandelt, 1852 schließlich in das Landgericht Oettingen.

## Struktur
- Auhausen mit Heuhof, Pfeifhof, Wachfeld und Zirndorf
- Dornstadt mit Hirschbrunn
- Ehingen mit Beutenmühle und Schaffhausen
- Erlbach mit Breitenlohe
- Fremdingen mit Bühlingen, Enslingen, Grünhof, Oppersberg und Uttenstetten
- Hainsfarth mit Aumühle, Fürfällmühle, Hefehof und Wornfeld
- Hausen
- Herblingen mit Nonnenbergmühle
- Heuberg mit Mörsbrunn
- Hochaltingen mit Fallhaus
- Lehmingen
- Lochenbach mit Leberhof
- Megesheim mit Lerchenbühl und Mäuskreut und Unterappenberg
- Munningen mit Faulenmühle und Ziegelmühle
- Niederhofen mit Lohe
- Nittingen mit Bettendorf und Seehof
- Oettingen mit Fürfällmühle und Siegenhofen
- Schopflohe mit Bosacker
- Schwörsheim mit Haid
- Utzwingen mit Lochmühle
- Wechingen mit Pfladermühle und Wolfsmühle